# Ран Босилек
Ран Босилек е псевдоним на Генчо Станчев Негенцов, български писател, поет и преводач.

## Биография и творчество
Роден е на 26 септември 1886 в Габрово. Баща му е занаятчия и опълченец от Освободителната война – починал, когато Ран Босилек е седемгодишен. Ран Босилек има двама братя и две сестри. Всички получават висше образование. Единият му брат е д‑р Христо Негенцов (1881 – 1953), професор по педагогика. Другият му брат е Никола Негенцов (1888 – 1943) – физик, метеоролог.
Ран Босилек завършва Априловската гимназия в Габрово (1904) и известно време след това работи като учител (1904 – 1908). За своите малки ученици той написал първото си детско стихотворение „На косичка“, което било публикувано в списание „Светулка“ през 1906 г. Следва славянска филология и право в Софийския университет (1908 – 1910), завършва право с докторат в Брюксел, Белгия (1916). Известно време е адвокат, но обичта му към децата става причина да започне да пише за тях.
Участва в редактирането на списание „Светулка“, редактира вестник „Врабче“. Редактор е в издателство „Хемус“, където се издава сп. „Детска радост“ – едно от най-известните детски издания в България. Председателства Дружеството на детските писатели. Членува в Съюза на българските писатели. Ран Босилек е един от създателите на художествено оформената детска книга в България. През 1932 книгата „Неродена мома“ с преразказани приказки от Ран Босилек и илюстрации на Георги Атанасов на изд. „Хемус“, печели престижната международна награда Шумейкър на Втората международна изложба на книгата в Брюксел.
Ран Босилек е един от авторите, които съчетават рядката дарба на лирика и прозаика. Голямото му по обем творчество за деца е представено в десетки отделни издания и сборници.
Умира на 8 октомври 1958 година в София.

## Памет
На Ран Босилек е наречена улица в квартал „Лозенец“ в София (Карта).

## Произведения
- Сборникът „Клан, недоклан“ (1948)
- На косичка (1906)
- Я кажи ми, облаче ле бяло (1916)
- сборник „Косе-Босе“ (1923)
- книга „Незнаен юнак“ (1932)
- книга „Неродена мома“ (1926)
- книга „Жива вода“ (1933)
- сборник Кумчо Вълчо (1924)
- сборник Кума Лиса (1924)
- стихосбирка Чик-чи-рик (1925)
- стихосбирка „Синчец“ (1930)
- стихосбирка „Весели очички“ (1936)
- стихосбирка Палави ръчички (1945)
- стихосбирка „Нова песен“ (1953)
- Игра (1986)
- Патиланци (1925)
- Патиланско царство: „Патиланчо“(1926), „Патиланско царство“ (1927), „Бате Патилане“ (1927), „Патиланчо Данчо“ (1929), „Патиланчо на село“ (1935) и „Патиланско училище“ (1942)
- Баба Меца (1928)
- сборник „Бялото петленце“ (1932)
- сборник „Родна стряха“ (1954)
- Мечката и мравката (1960)
- Задави се мецана (1962)
- сборник „Родна реч“ (1970)
- При месеците
- Мъж и жена
- Заю Баю (1931)
- Ежко Бежко (1931)
- Дяволчето с бялата опашка (1932)
- Куку и Мяу (1934)
- сборник Гарван грачи (1936)
- Златно гущерче (1943)
- „Весел Пейчо“ (1946)
- Сестрите на Макс и Мориц (1943)
- Стихосбирка „Радост“ (1956)